# Leonard Hussey
Pour les articles homonymes, voir Hussey.
Leonard Duncan Albert Hussey, né le 6 juin 1891 à Leytonstone et mort le 25 février 1964 au King's College Hospital de Londres, est un météorologue, médecin, archéologue et explorateur britannique.

## Biographie
Après ses études à l'université de Londres, il participe aux expéditions Endurance et Shackleton-Rowett sous le commandement d'Ernest Shackleton. Au cours de cette dernière, il rapatrie notamment le corps de Shackleton.
Hussey a également été membre des forces armées pendant la Première Guerre mondiale, servant en France et en Russie avec Shackleton. Hussey rejoint aussi l'effort de guerre lors de la Seconde Guerre mondiale et est devenu un officier médical décoré de la Royal Air Force. En 1946, il a été fait membre du Collège royal de médecine.

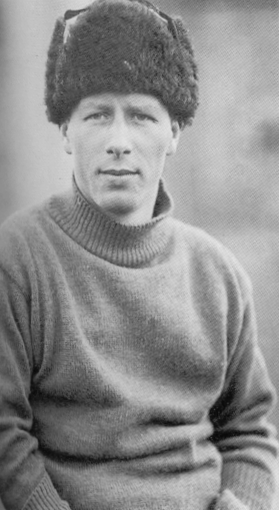
Leonard Hussey

Il est membre de l'Ordre de l'Empire britannique.